# Pyrrharctia
Pyrrharctia és un gènere de papallones nocturnes de la subfamília Arctiinae i la família Erebidae.

## Distribució[1]
Es pot trobar en moltes regions d'Amèrica del nord. No es troba a Europa.

## Espècies[2]
- Pyrrharctia californica Packard 1864
- Pyrrharctia isabella Smith, 1797
- Pyrrharctia genini Debauche, 1938

## Galeria

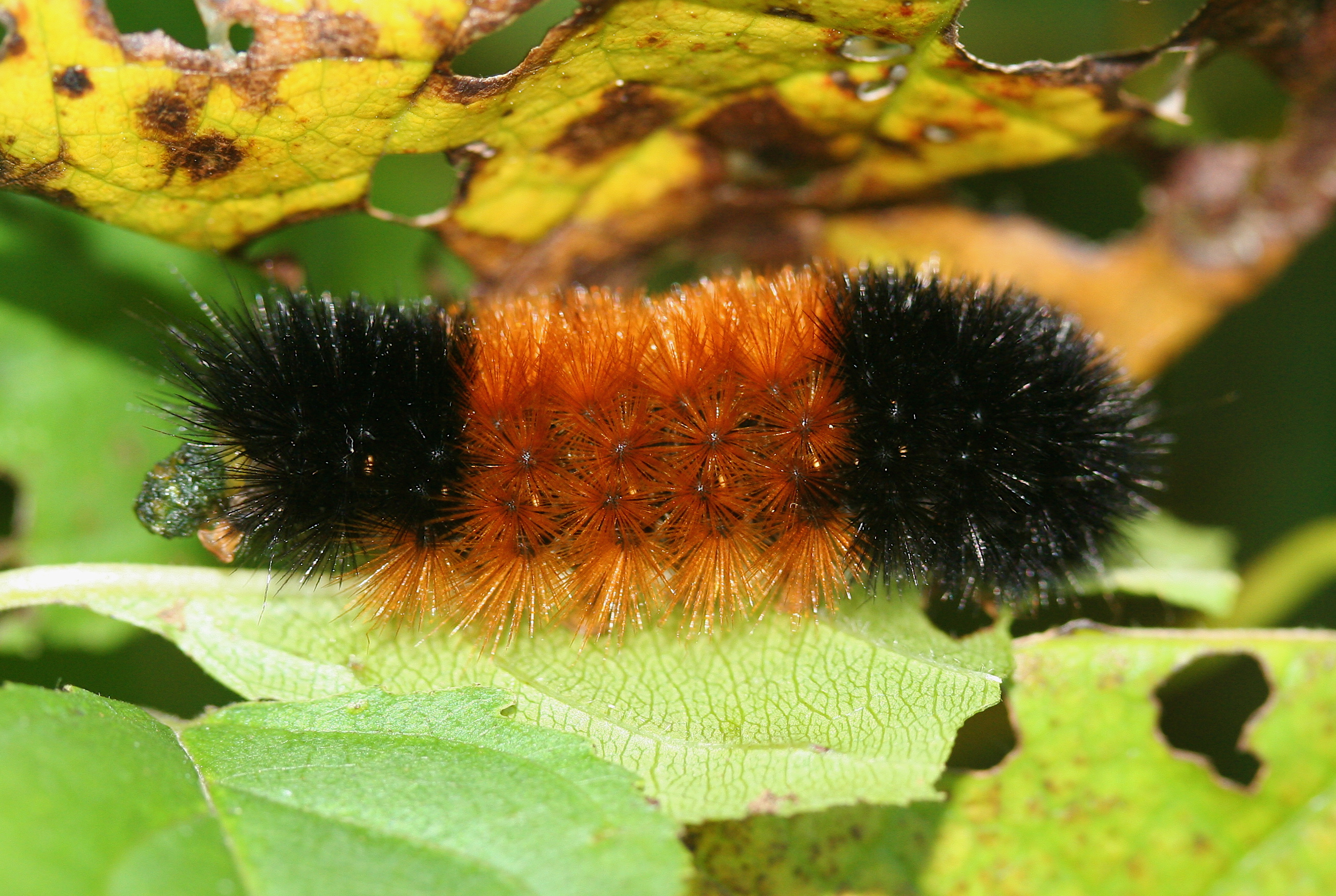
Pyrrharctia isabella larva
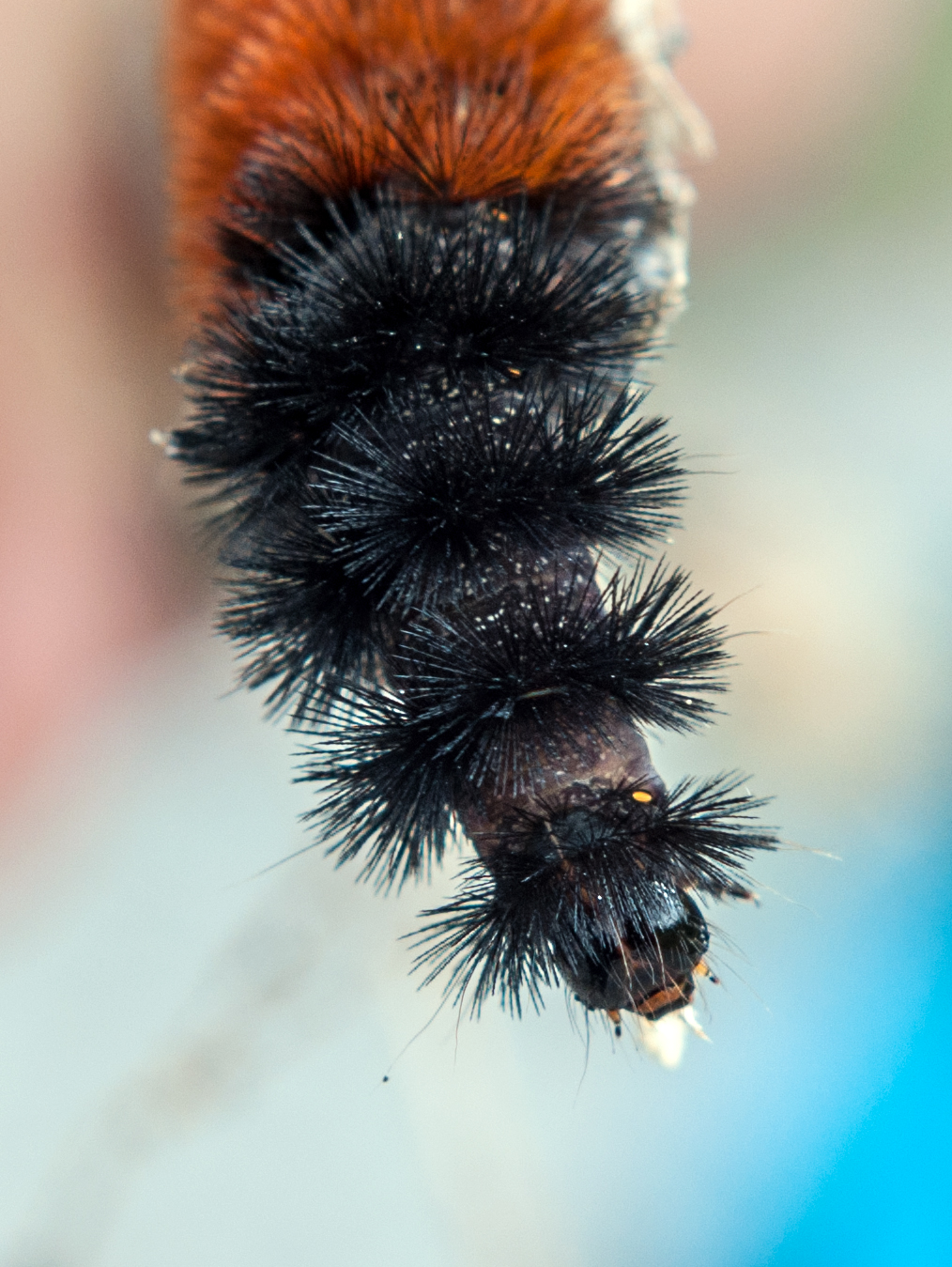
Cap d'una larva de Pyrrharctia isabella
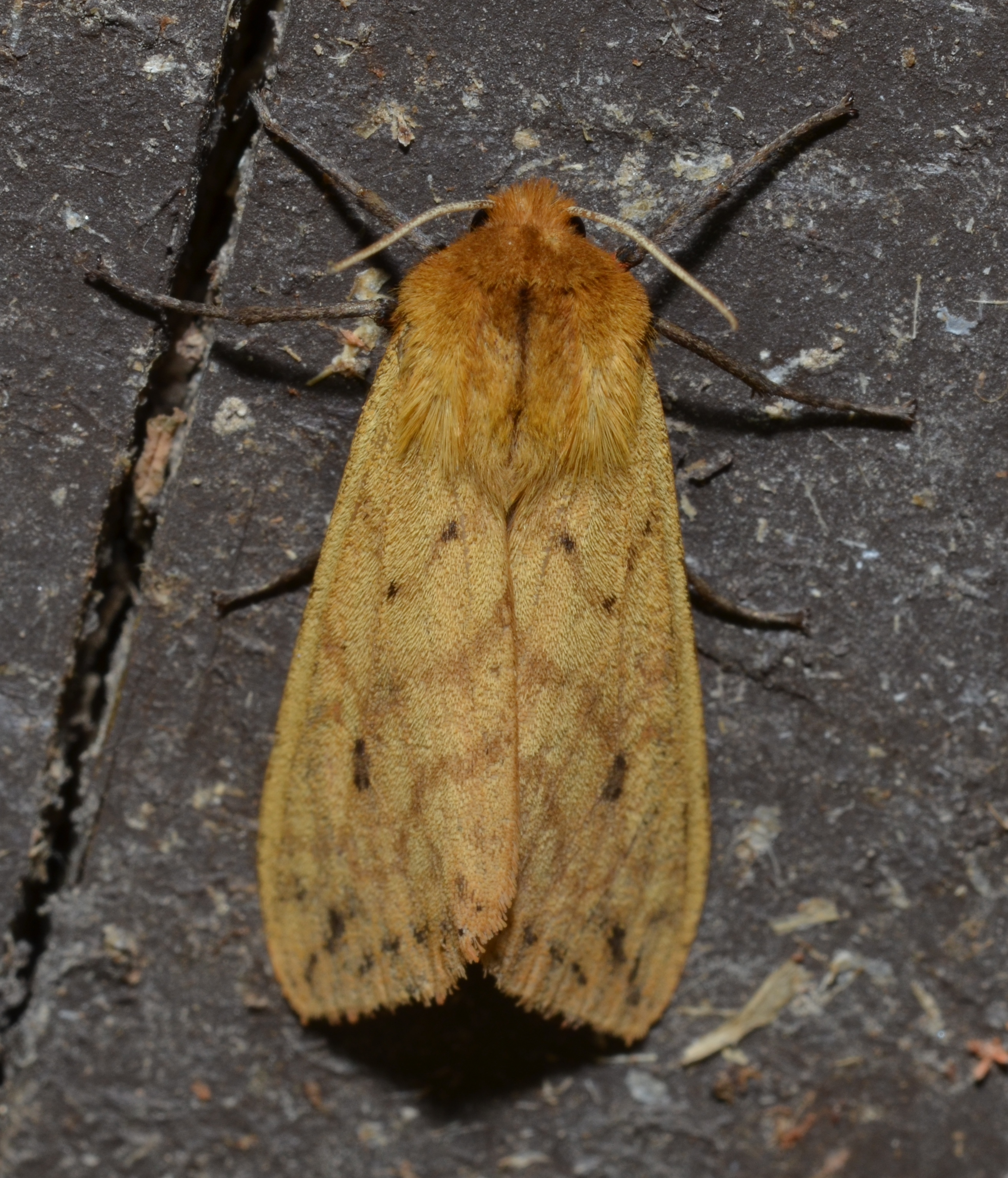
Pyrrharctia isabella
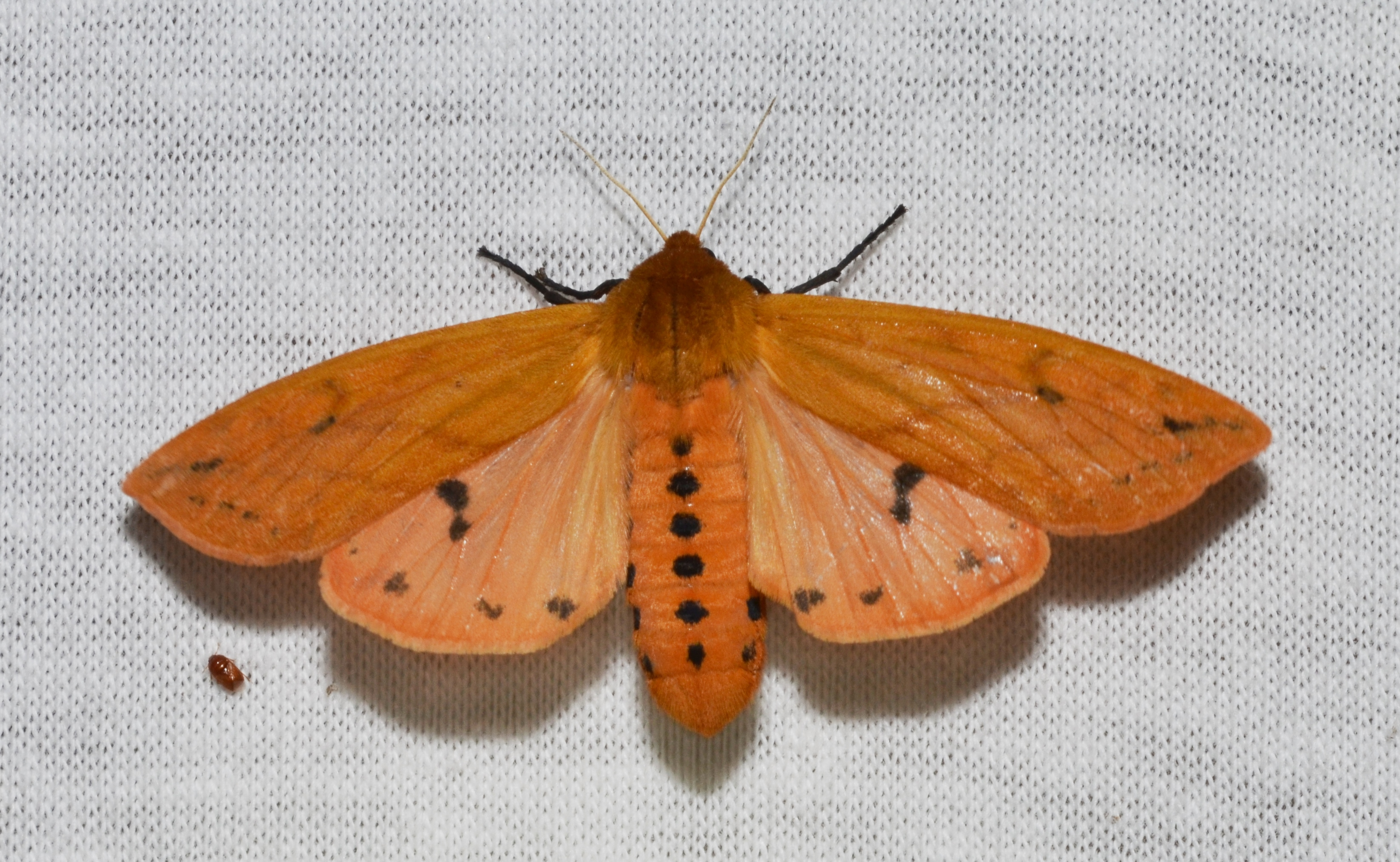
Pyrrharctia isabella